# Squero

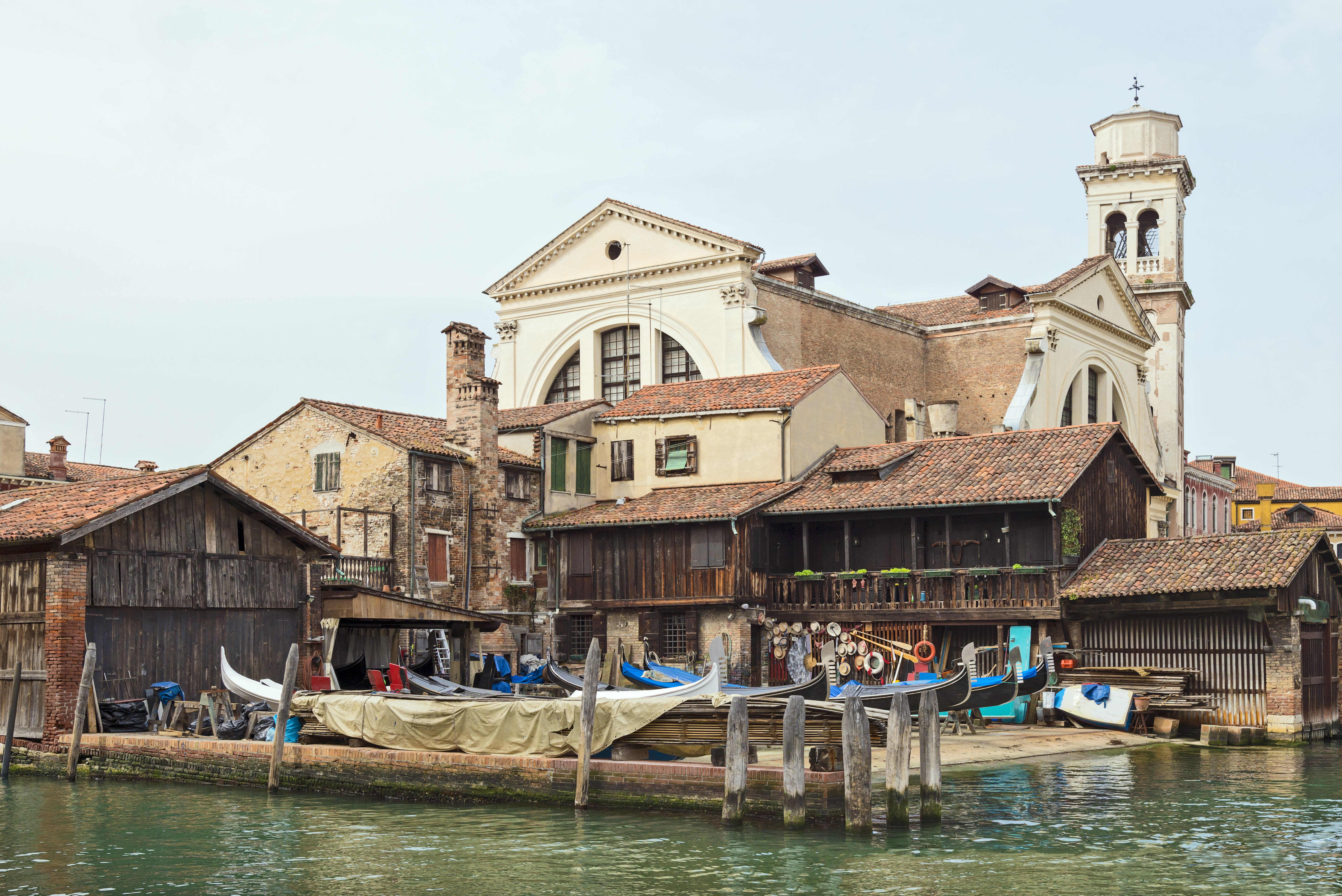
Le squero de San Trovaso, le plus célèbre

Un squero est un chantier naval de construction, d'entretien et de réparation de bateaux à rames à Venise, en particulier de gondoles.

## Description
Le squero est caractérisé par un plan incliné vers le canal qui permet la mise à sec du bateau. À l'autre extrémité de cette rampe se trouve un hangar toujours en bois, qui sert d'atelier. Traditionnellement, l'étage supérieur ou le bâtiment adjacent sert d'habitation à l'artisan.

## Historique
Du temps de la république de Venise, les squeri étaient concentrés sur la riva dei sette marteri dans le Castello, dans le contrada San Trovaso dans Dorsoduro et sur la rive sud de l'île de la Giudecca. Leur nombre s'est considérablement réduit avec l'arrivée du moteur et l'évolution des matériaux. Il reste six squeri à Venise : trois dans Dorsoduro (squero Tramontin, squero Bonaldo qui est désaffecté et squero di San Trovaso qui appartient à la ville de Venise et dont une maquette est présentée au musée d'histoire navale de Venise), deux à la Giudecca (squero Crea et squero Costantini-dei Rossi) et un au Castello (squero San Giuseppe).

### Le squeroDal Mistro

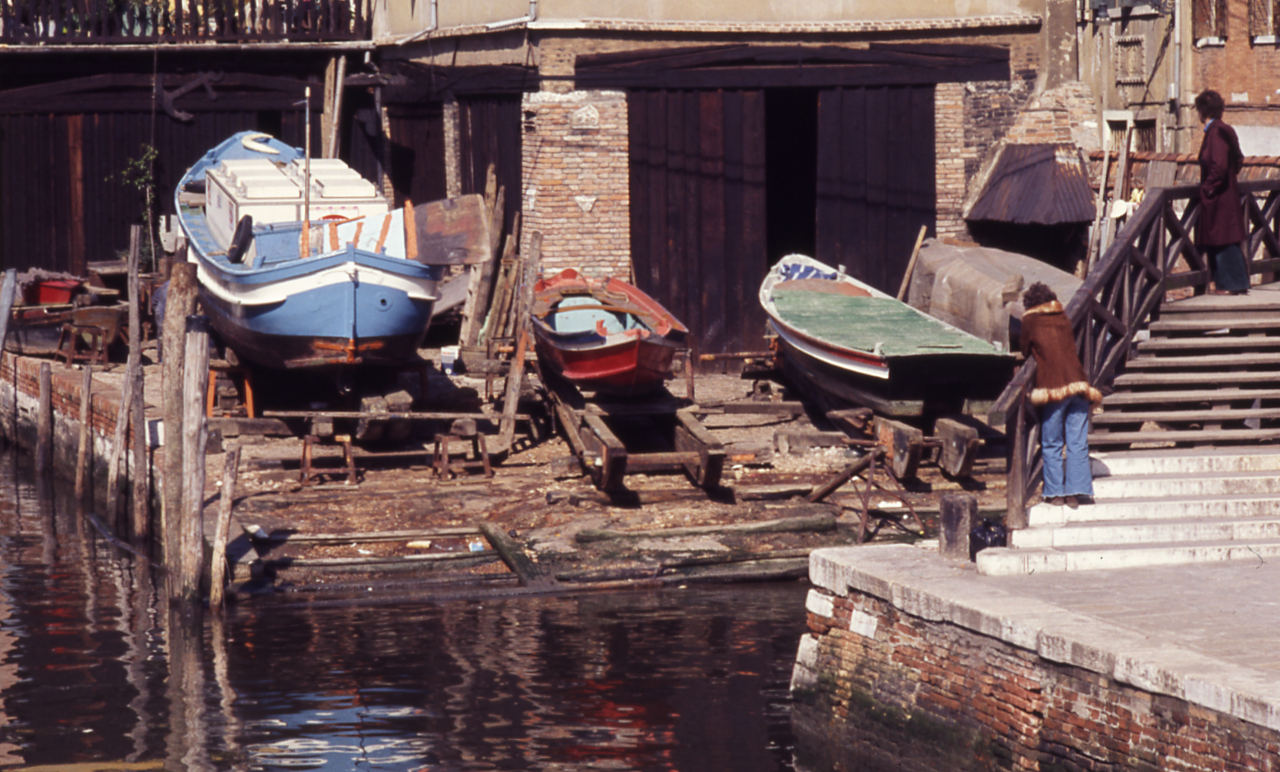
Le squero Dal Mistro dans les années 1970

Le squero calafà se dresse au confluent du rio dei Muti et du rio de la Sensa. Il fut dirigé par Schiavon Natale en 1867 et par Tullio Dal Mistro avant sa cessation. Les mascàrete, bateaux de régate, furent construits ici pour la première fois dans les années 1920.
Le squero fut vendu aux Da Mosto en 2001 mais restait lié au patrimoine. Ainsi, les treuils, les nids-de-poule pour la circulation des bateaux et la zone de location pour le tir du terrain sont toujours présents.

### Le squeroCasal ai Servi

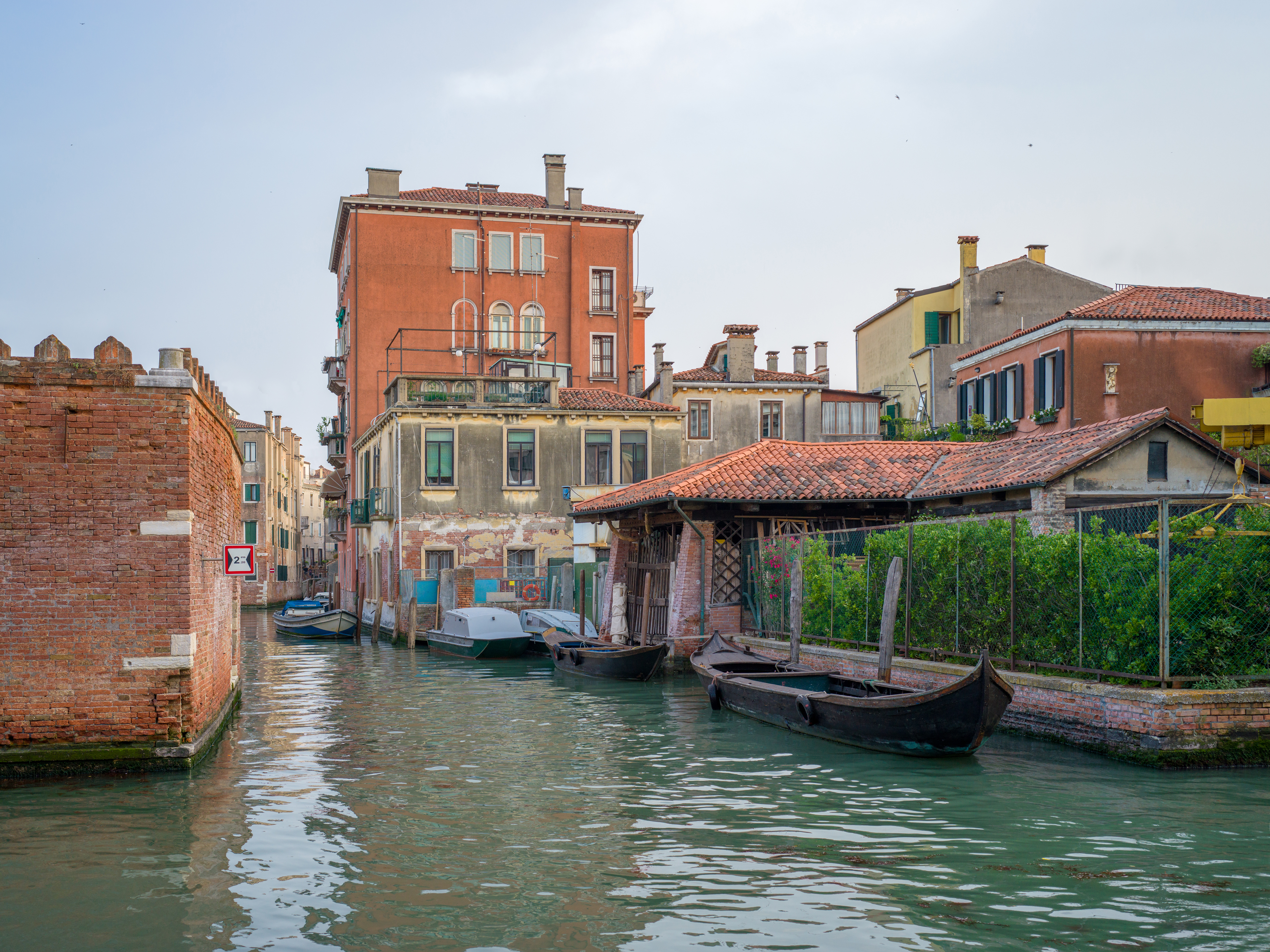
Le squero Casal

Ce squero enferme maintenant le petit site muséal du XVIIIe siècle de l'Association Arzanà, qui a pour but l'étude et la conservation des bateaux traditionnels. Ce site avec entrée à la calle de le Pignate enferme aussi des outils, instruments et autres découvertes présentant un intérêt historique et ethnographique provenant d'autres chantiers navals.

### Le squero Tramontin

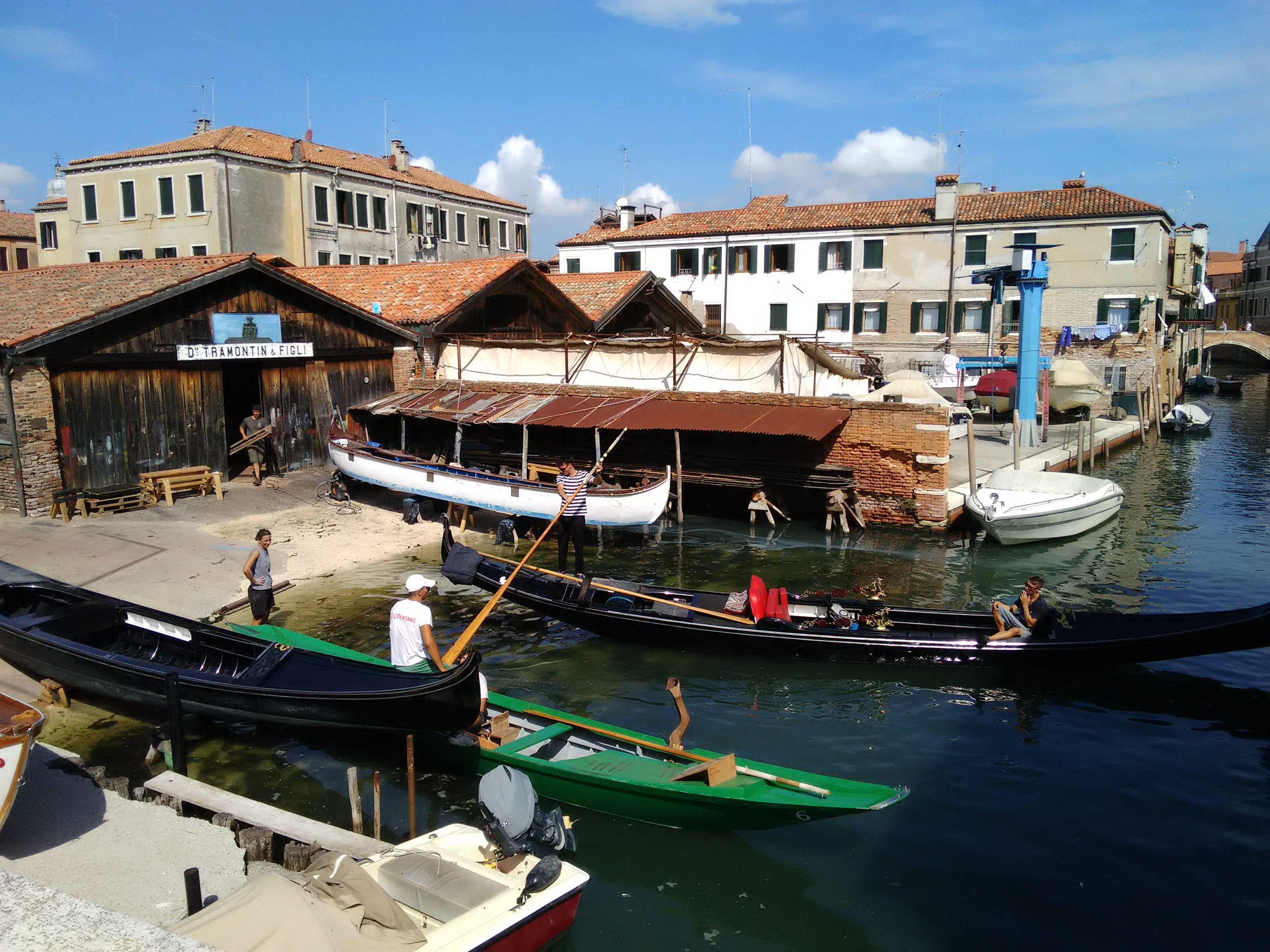
Le squero Tramontin

Domenico Tramontin  avait appris l'art de construire des gondoles au squero Casal ai Servi avant de créer son propre chantier en 1884. Il apporta d'importants changements à la forme du bateau, qui furent rapidement adoptés par d'autres chantiers. Le fond arrière fut élargi pour compenser le poids du gondolier.

Le long du Rio de l'Avogaria, subsistent deux squeri : celui géré par la famille Tramontin et à sa droite celui des Bonaldi avec un port d'eau caractéristique.

### Les squeri de la Marinarezza

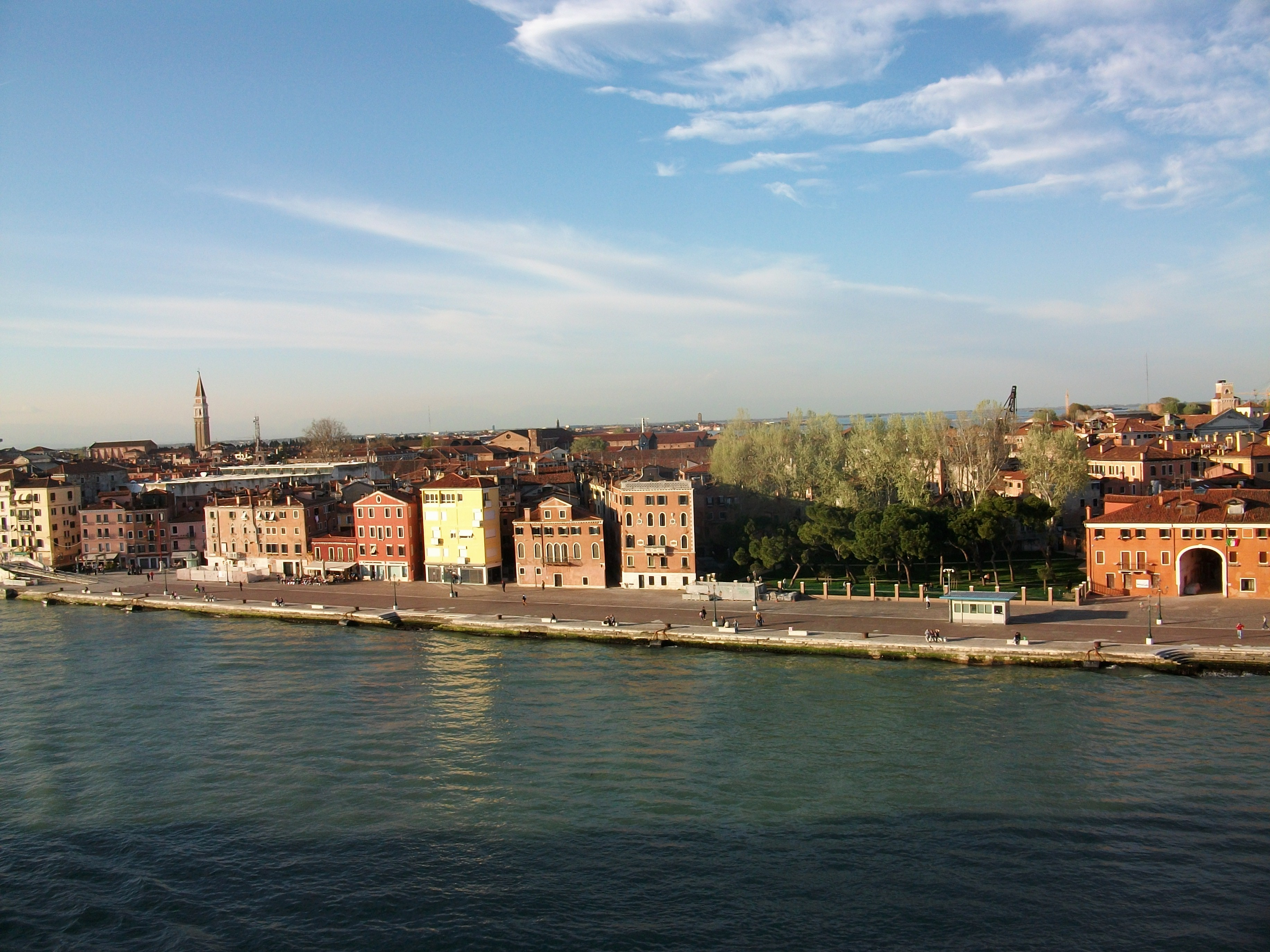
Riva dei 7 martiri avec à droite, le complexe de la Marinarezza

Les complexes de la Marinarezza (XVe siècle) étaient des logements collectifs, appartenant à l'Ospital de Comun et destinés à loger des marins vénitiens ou étrangers qui s'étaient distingués pour leurs services rendus à la République. Le bâtiment avec deux grandes arches face au bassin de Saint-Marc a été construit entre 1645 et 1661 et abritait le Ospizio Zuan Prior Piovan de San Lunardo.
Jusqu'au début du XXe siècle, il existait cinq squeri dans la zone autour du complexe de la Marinarezza faisant tous face au bassin San Marco :
1. près de l'entrée de la via Garibaldi[4] se trouva un squero da sotíl (pour les bateaux de lagon à fond plat) encore actif en 1853.
2. à l’ouest de la Marinarezza se trouva un squero da grosso (pour les constructions de haut ou moyen tonnage)[5], encore actif en 1853. En 1915, le chantier constitué de quatre hangars, a été acheté par la SVAN.
3. et
4. situés à l'est de la Marinarezza, des squeri da grosso[6]. À la fin du XIXe siècle, le chantier naval Layet était logé dans un grand hangar avec son toit coiffé de deux bandes en pente. Adjacent se trouvait une cale de halage, recouverte en 1905 d'une tôle de fer reposant sur de fines colonnes de fonte.
5. bordé par la calle San Domenego et encore actif en 1853, il fut démoli en 1911 pour laisser la place au musée-résidence du sculpteur Pietro Canonica, bâtiment  donné au Conseil national de la recherche en 1932, qui abritait autrefois l'Institut de biologie marine, il est actuellement le siège de l'Archive of Adriatic Studies.

## Notes

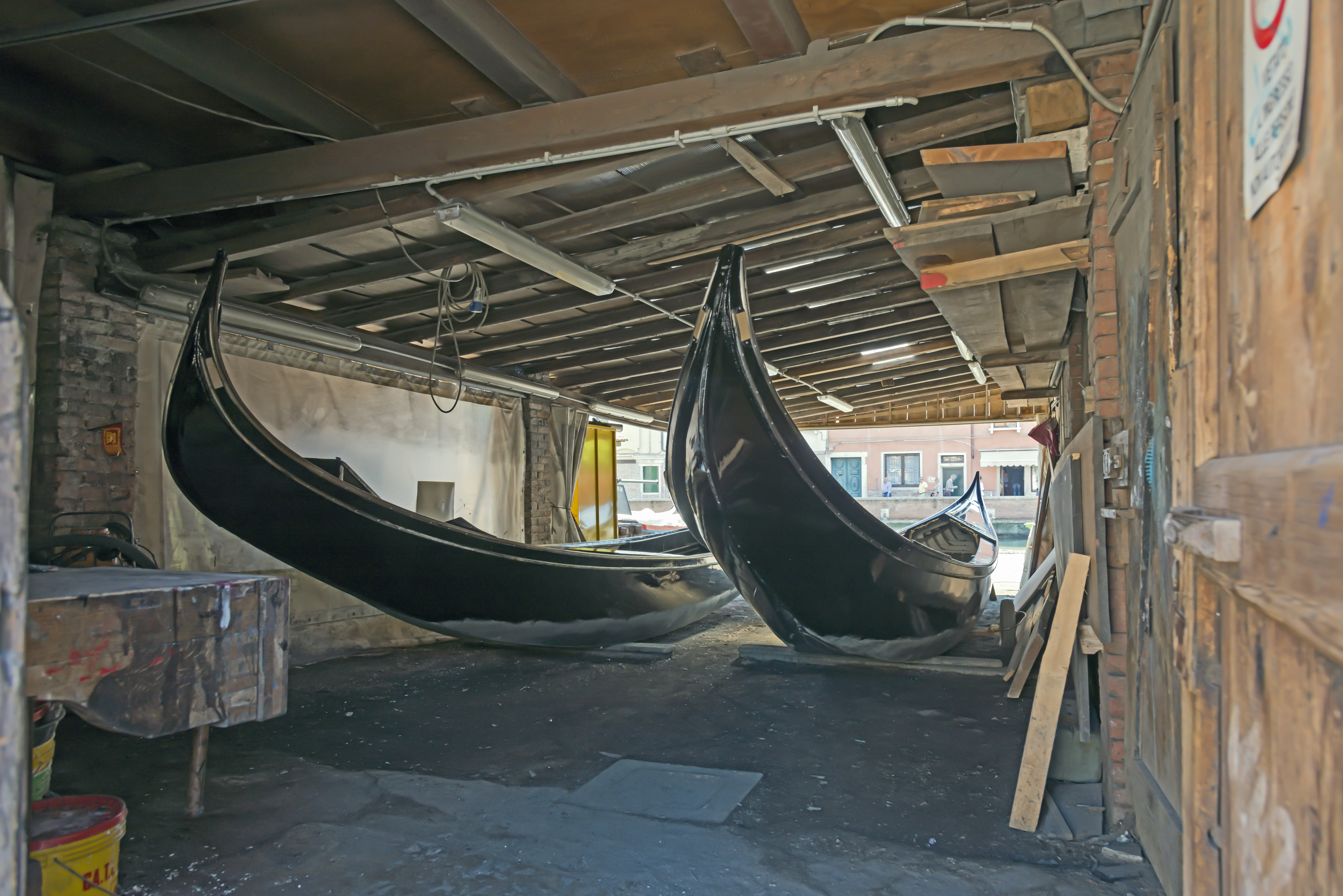
Intérieur du squero de San Trovaso
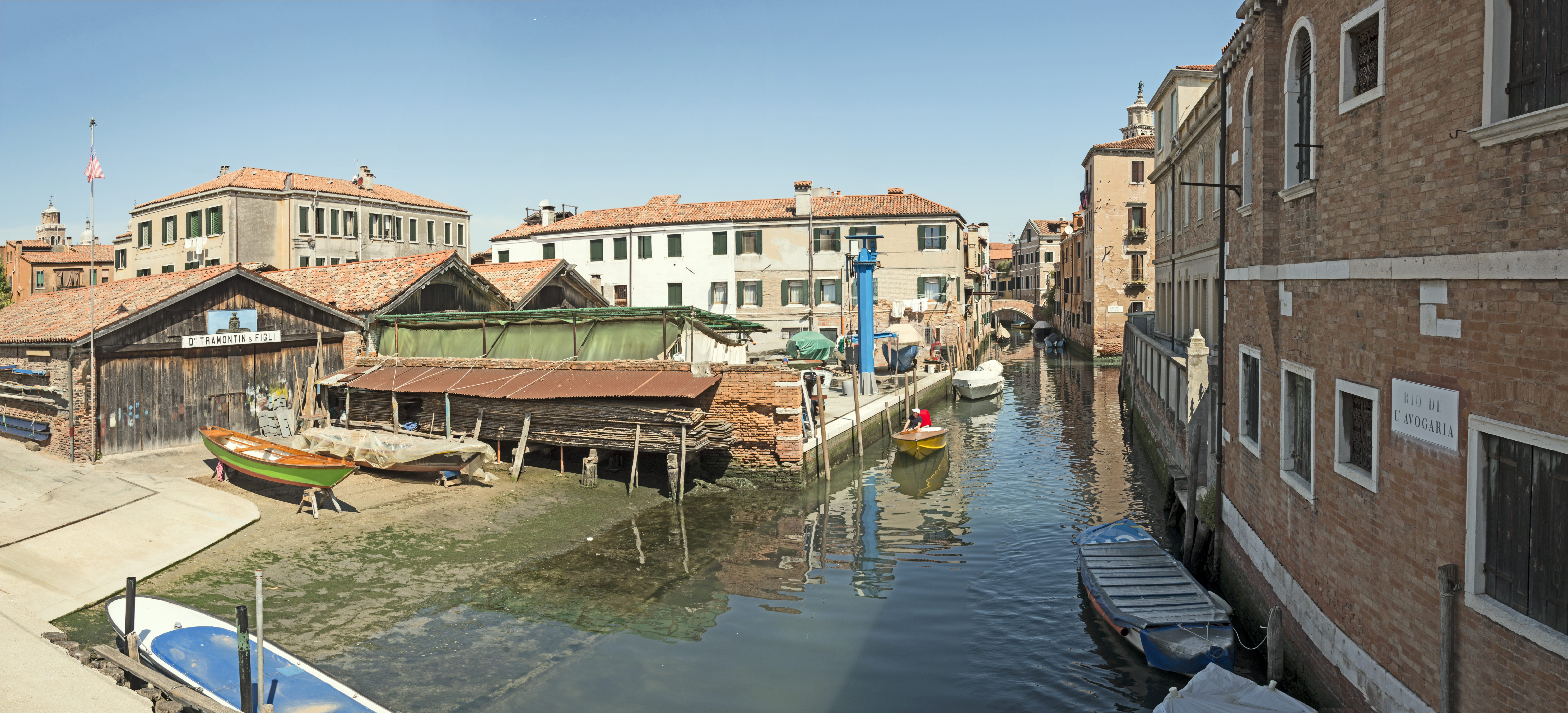
Squèro Tramontin dell'Avogaria
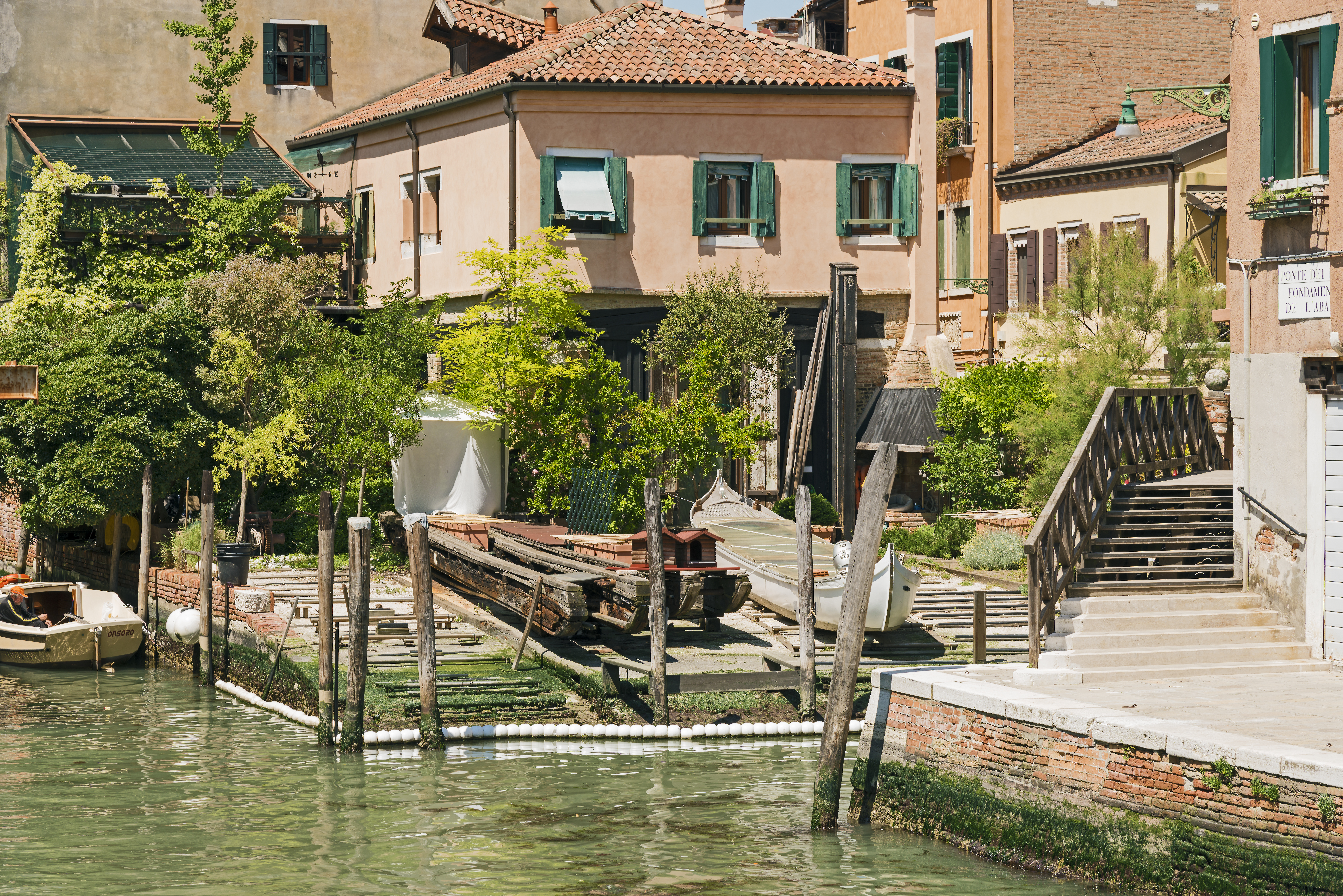
Squèro dei Muti
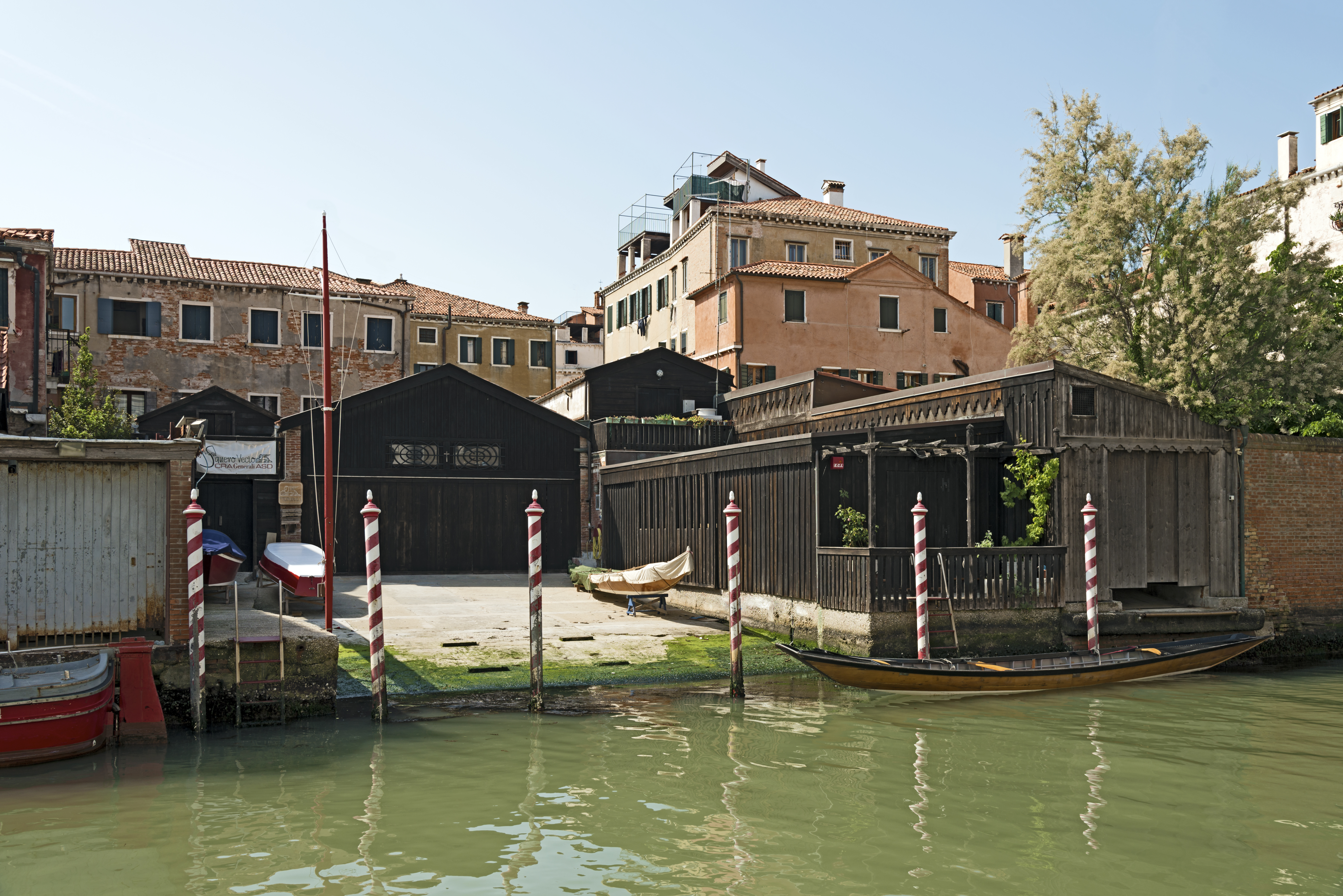
Squèro dei Mendicanti
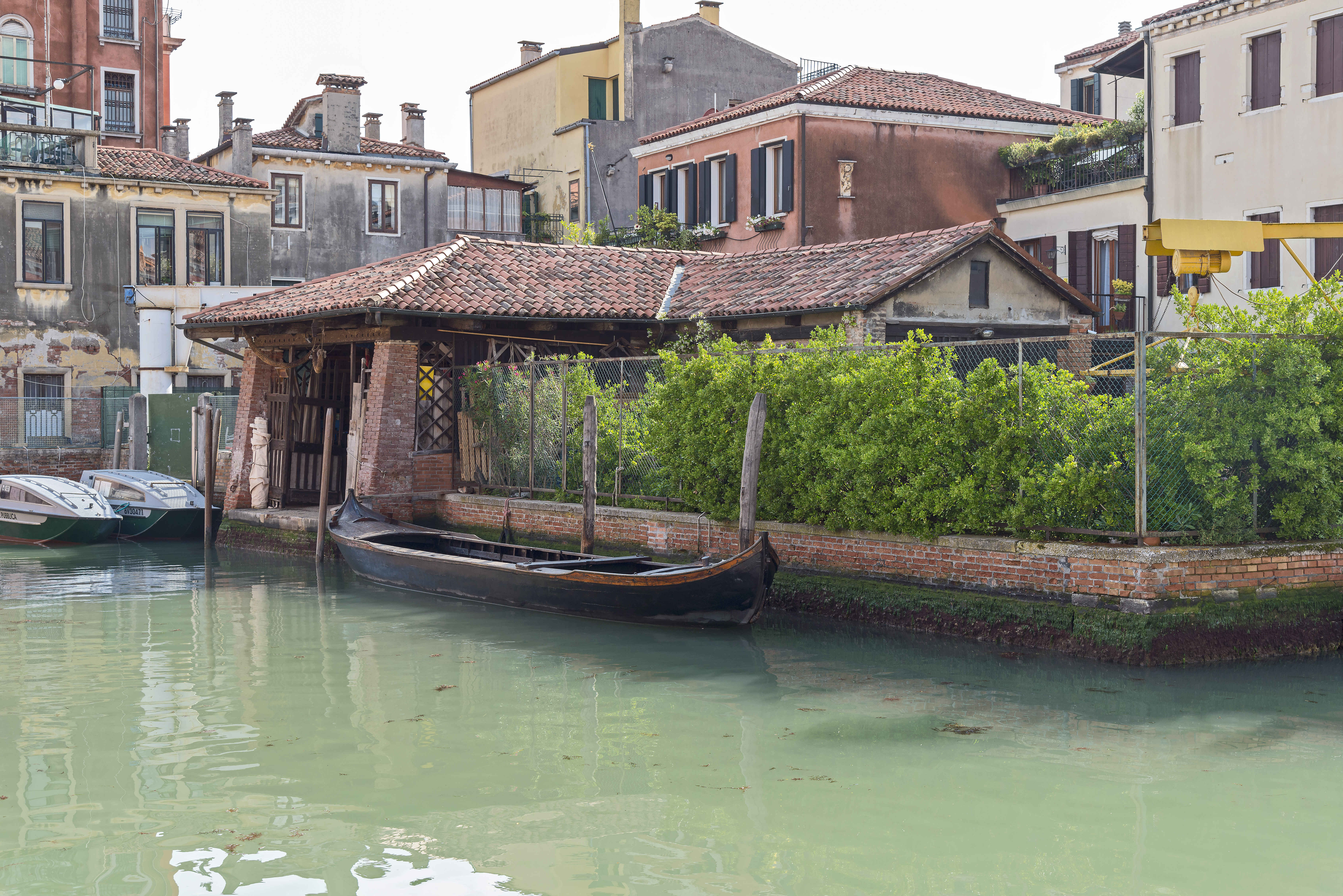
Squèro dei Servi